# Kishoreganj (stad)
Kishoreganj is een stad in Bangladesh. De stad is de hoofdstad van het district Kishoreganj. De stad telt ongeveer 100.000 inwoners.